# Kenny Dorham
Kenny Dorham (McKinley Howard „(Kenny)” Dorham) (Fairfield, Texas, 1924. augusztus 30. – New York, 1972. december 5.) amerikai kürtös, trombitás, énekes, zeneszerző.

## Pályakép
Bár tehetségét gyakran méltatták mind a kritikusok, mind zenészkollégái, de soha nem nem jutott neki annyi figyelem, elismerés, amennyit megérdemelt volna. Azt írta róla Gary Giddins, a neve az „alul-értékeltek szinonimájává” vált.
A legnagyobb sikerű száma, a „Blue Bossa” dzsessz-sztenderddé vált.

## Lemezek
- 1953: Kenny Dorham Quintet
- 1955: Afro-Cuban
- 1956: 'Round About Midnight at the Cafe Bohemia
- 1956: And The Jazz Prophets Vol. 1
- 1957: Jazz Contrasts
- 1957: 2 Horns / 2 Rhythm, featuring Ernie Henry
- 1958: This Is the Moment!
- 1959: Blue Spring (album), with Cannonball Adderley
- 1959: Quiet Kenny
- 1960: The Arrival of Kenny Dorham
- 1960: Jazz Contemporary
- 1960: Showboat
- 1961: Whistle Stop
- 1961: Inta Somethin'
- 1962: Matador
- 1963: Una Mas
- 1963: Scandia Skies
- 1963: Short Story
- 1964: Trompeta Toccata

## További információ
- Kenny Dorham az Internet Movie Database-ben (angolul)